# Мертесхаймер, Петер
Петер Ме́ртесхаймер (нем. Peter Märthesheimer; 9 июля 1937, Киль — 18 июня 2004, Берлин) — немецкий сценарист, кинопродюсер и писатель.

## Биография
Мертесхаймер изучал экономику и социологию во Франкфурте-на-Майне. Начиная с 1964 года он в течение десяти лет работал редактором и драматургом на Westdeutscher Rundfunk, затем до 1981 года — на киностудии Bavaria Film. В 1994 году получил назначение профессором сценарного дела и драматургии в Баден-Вюртембергской киноакадемии. Являлся советником по вопросам драматургии в Мюнхенской высшей школе телевидения и кино и уполномоченным Федерального правительства по культуре и СМИ.
Петер Мертесхаймер в сотрудничестве с Пеей Фрёлих написал сценарии для фильмов Райнера Вернера Фасбиндера «Замужество Марии Браун» и «Тоска Вероники Фосс». Выступил продюсером фильма «Марта». Продолжил сотрудничество с Фасбиндером на телевидении в сериалах «Восемь часов ещё не день» и «Берлин, Александерплац». В сотрудничестве с Вольфгангом Менге Мертесхаймер создал впечатляющие телепроекты Das Millionenspiel и Smog, а также необычный семейный телесериал Ein Herz und eine Seele.
В 2000 году Мертесхаймер опубликовал роман «Я другая» (Ich bin die Andere), в котором обратился к теме диссоциативного расстройства идентичности.

## Избранная фильмография
Продюсер
- 1972: Восемь часов ещё не день
- 1973: Мир на проводе
- 1974: Марта
- 1975: Страх перед страхом
- 1980: Берлин, Александерплац

Сценарист
- 1979: Замужество Марии Браун
- 1981: Лола
- 1982: Тоска Вероники Фосс